# Jean Sony Alcénat
Jean Sony Alcénat (* 23. ledna 1986, Port-au-Prince, Haiti) je bývalý haitský fotbalový obránce a reprezentant.

## Klubová kariéra
Na Haiti hrál za Aigle Noir AC, poté odešel v roce 2009 do Evropy, kde hrál v portugalských klubech Leixões SC a Rio Ave FC.
V červnu 2012 podepsal dvouletý kontrakt s rumunským celkem FC Petrolul Ploiești. S týmem vyhrál ve své první sezoně 2012/13 rumunský pohár. S Petrolulem se představil v Evropské lize UEFA 2014/15. V roce 2015 vyměnil dres Petrolulu za dres Steauy Bukurešť, kde strávil následující rok. Krátce hostoval ve Voluntari. Z Rumunska se vrátil zpět do Portugalska, konkrétně do CD Feirense, zde hrál dva roky a pak si dal roční pauzu od fotbalu. Závěr profesionální kariéry prožil v lotyšském JFK Ventspils. Kariéru ukončil v roce 2020.

## Reprezentační kariéra
Alcénat debutoval v A-mužstvu Haiti v roce 2006.